# John Rice
John Wylie "Colonel" Rice (ur. 18 lutego 1881 w Cincinnati, zm. 12 lutego 1941 w San Mateo) – kanadyjski wioślarz pochodzenia amerykańskiego, srebrny medalista olimpijski.
Wystąpił na igrzyskach olimpijskich w Saint Louis w 1904 roku, gdzie kanadyjska osada Toronto Argonauts w składzie: Arthur Bailey, John Rice, George Reiffenstein, Philip Boyd, George Strange, William Wadsworth, Donald MacKenzie, Joseph Wright i Thomas Loudon zdobyła srebrny medal w ósemkach. Do złotych medalistów, Amerykanów z Vesper Boat Club, Kanadyjczycy stracili trzy długości łódki. Startowały tylko dwie drużyny. Był to jego jedyny start olimpijski.